# Bedřich Rakousko-Těšínský
Bedřich Rakousko-Těšínský (4. června 1856 Židlochovice – 30. prosince 1936 Mosonmagyaróvár, Maďarsko; německy: Friedrich Maria Albrecht Wilhelm Karl von Österreich-Teschen) byl arcivévoda rakouský a rakousko-uherský generál. Od patnácti let sloužil v c. k. armádě, řadu let na různých pozicích strávil v Prešpurku. V roce 1914 byl jmenován polním maršálem a na začátku první světové války vrchním velitelem rakousko-uherské armády. Od roku 1895 byl také posledním držitelem Knížectví těšínského, další rozsáhlé statky vlastnil v Uhrách a na Moravě. Celkově mu patřilo téměř 200 000 hektarů půdy a na počátku 20. století patřil k největším pozemkovým vlastníkům ve střední Evropě. Jeho bohatství plynulo především z těžby uhlí ve Slezsku a provozu Třineckých železáren, kde byl významným akciovým podílníkem. Je údajným markýzem Gerem ze Slezských písní Petra Bezruče.

## Život

### Původ a mládí

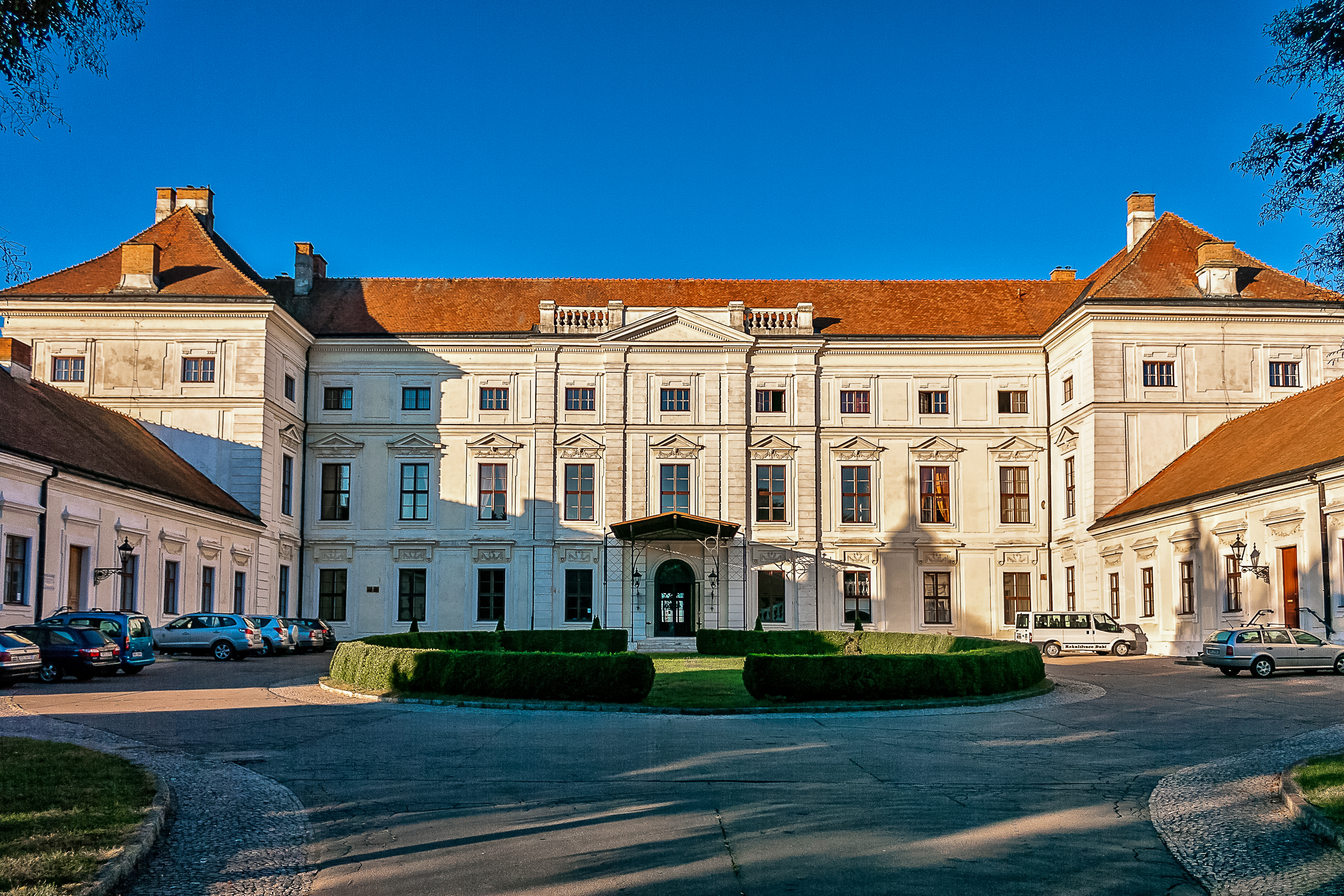
Zámek Židlochovice, rodiště arcivévody Bedřicha a jedno z rodových sídel do roku 1918

Jeho rodiči byli rakouský arcivévoda Karel Ferdinand Rakousko-Těšínský (1818–1874) a arcivévodkyně Alžběta Františka Marie. Arcivévoda Bedřich měl pět sourozenců. Starší bratr František Josef zemřel jako dítě, mladší Marie Kristýna (1858–1929) byla španělskou královnou a bratr Evžen (1863–1954) byl posledním světským velmistrem Řádu německých rytířů, dalšími sourozenci byli Karel Štěpán (1860–1933) a nejmladší sestra Marie Eleonora (*/† 1864), jež zemřela v kojeneckém věku.
Arcivévoda Bedřich byl od útlého mládí připravován pro vojenskou kariéru, současně systematicky ale i na převzetí správy majetku svého strýce a adoptivního otce arcivévody Albrechta Fridricha (z jehož tří dětí syn Karel zemřel jako nemluvně, nejmladší dcera Matylda zemřela jako osmnáctiletá a nejstarší Marie Terezie (1845–1927) se provdala za württemberského vévodu Filipa). Proto okruh jeho vzdělání zahrnoval kromě jiného i hornictví, hutnictví, zemědělství (zejména mlékařství) i tesařství. Po smrti svého strýce zdědil obrovský majetek: Těšínské knížectví (Herzogtum Teschen), panství Ungarisch-Altenburg (Magyaróvár) a Bellye (Bilje), alodiální statky Saybusch (Land Saybusch/Państwo Żywieckie), Židlochovice (Seelowitz) a Frýdek (Friedek).
V roce 1905 se přestěhoval z Prešpurku do Albrechtova paláce ve Vídni na Augustinerbastei a věnoval se správě zděděného majetku, ke kterému připojil panství Víglaš (Véghles), Topolovac u Sisaku a Klachau-Wörschach. Některé jeho podniky vlastnily výsadní monopol, např. na mléko a mléčné výrobky, kořalku, cukr nebo olej (většina konzumovaného mléka ve Vídni pocházela z jeho panství). Arcivévoda Bedřich byl nejen velkostatkářem, ale i prvotřídním podnikatelem. Zajímal se také o numismatiku a umění.

### Vojenská kariéra

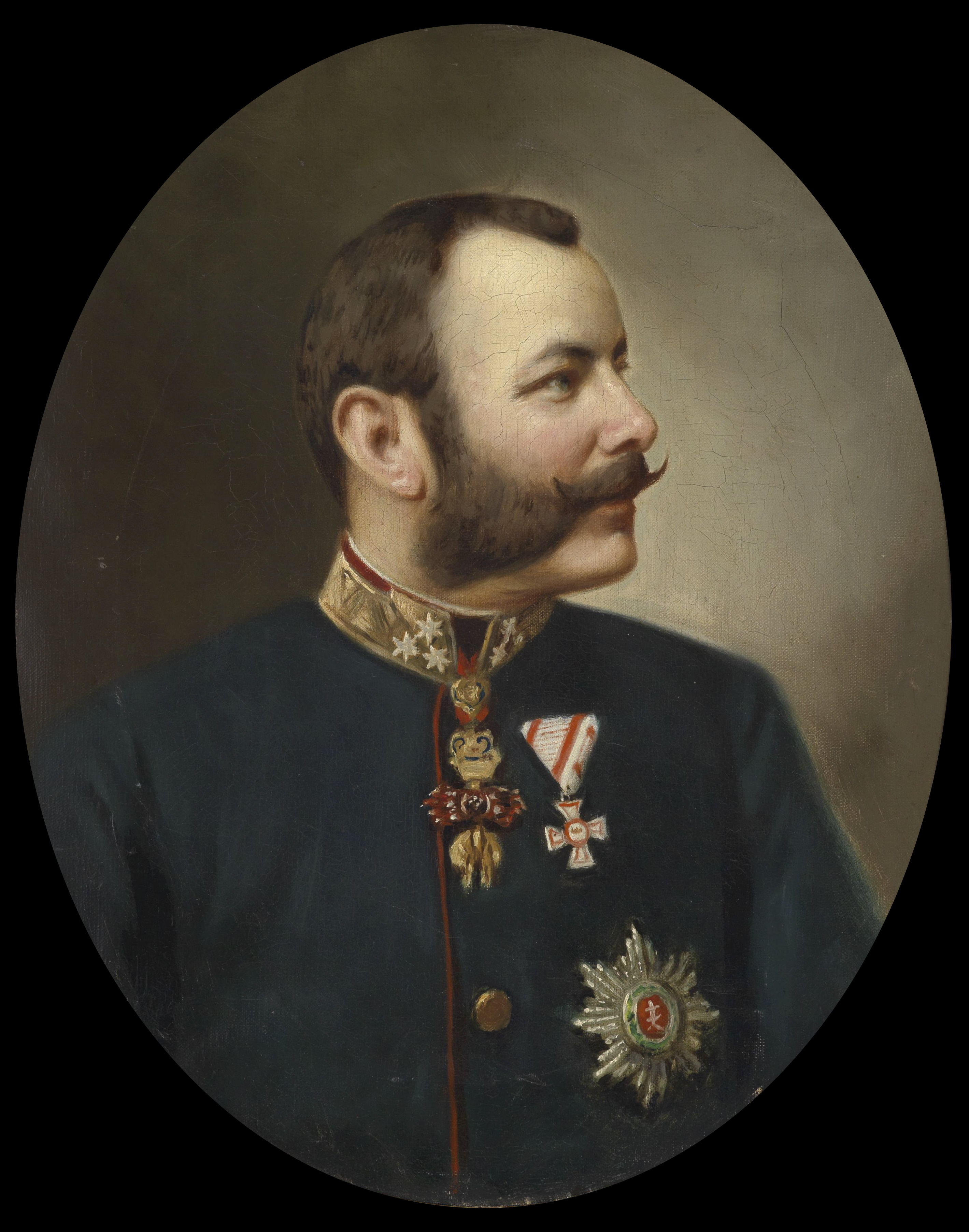
Arcivévoda Bedřich (cca 1900)

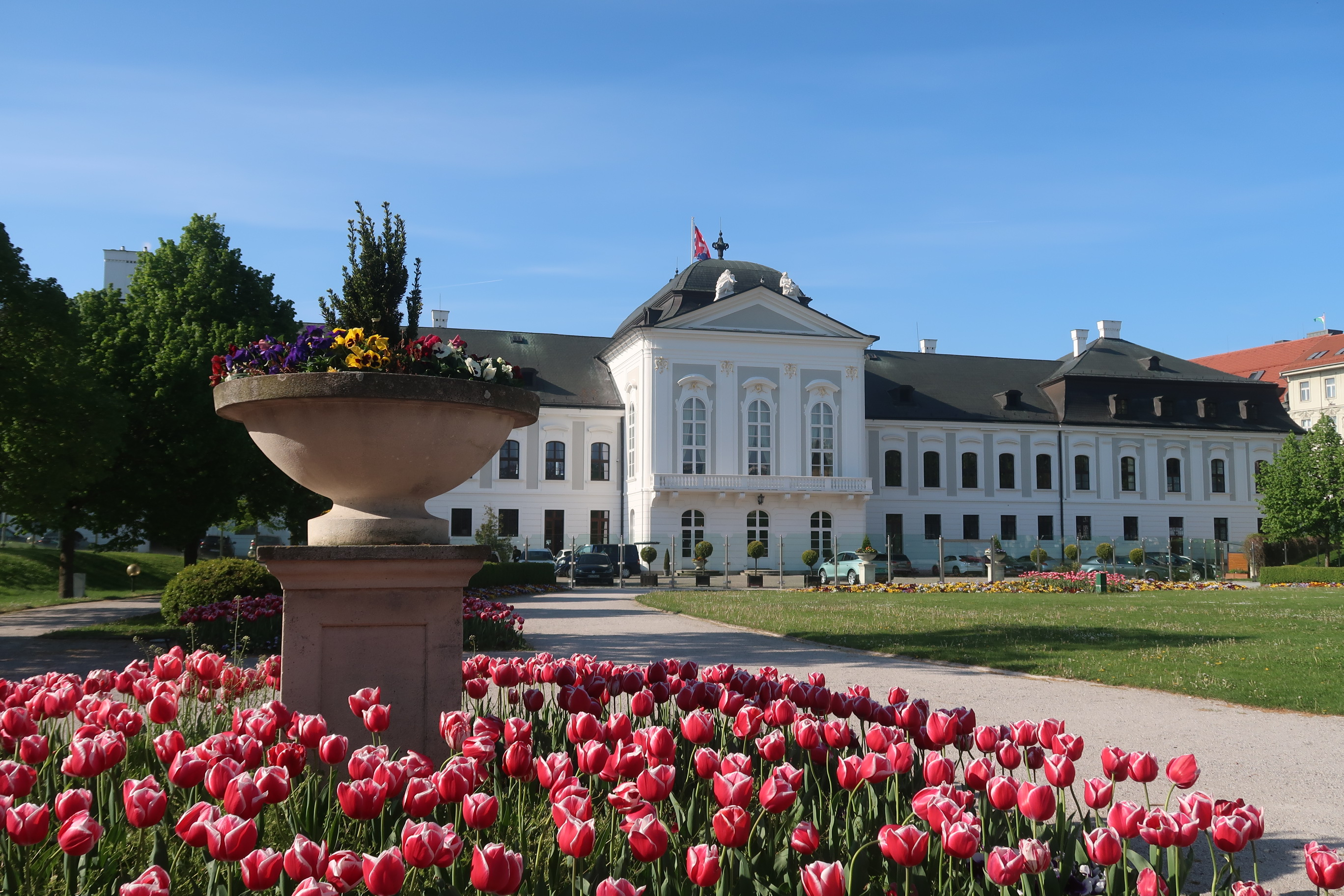
Grasalkovičův palác (dnešní Prezidentský palác) v Bratislavě, sídlo arcivévody Bedřicha na přelomu 19. a 20. století

Vojenskou dráhu nastoupil jako patnáctiletý v hodnosti poručíka u tyrolských polních myslivců v Innsbrucku.. Rychle postupoval v hodnostech (nadporučík 1873, kapitán 1875), krátce sloužil u 42. pěšího pluku v Terezíně. Od roku 1877 v hodnosti majora strávil několik let u 25. pěšího pluku v Praze, kde mimo jiné patřil k doprovodu korunního prince Rudolfa během jeho pražských pobytů. V roce 1878 byl povýšen na podplukovníka a stal se zástupcem velitele 13. pěšího pluku v Krakově. V roce 1880 dosáhl hodnosti plukovníka a stal se velitelem 52. pěšího pluku, jehož byl zároveň čestným majitelem.  V šestadvaceti letech jako generálmajor převzal velení 27. pěší brigády v Prešpurku. V Prešpurku setrval i po roce 1886 v hodnosti polního podmaršála jako velitel 14. pěší divize. Nakonec byl v letech 1889–1905 velitelem 5. armádního sboru. Jako plnoletý princ habsburského domu byl od roku 1880 také členem rakouské Panské sněmovny.
Po smrti strýce Albrechta převzal majetky v těšínském Slezsku a získané dědictví mu umožnilo zakoupit v Prešpurku odpovídající sídlo (Grasalkovičův palác). V roce 1905 byl jmenován generálním inspektorem  c. k. armády a přesídlil  do Vídně. Od roku 1907 byl zároveň vrchním velitelem c. k. zeměbrany. Po konfliktu s následníkem trůnu Františkem Ferdinandem počátkem léta roku 1914 podal demisi z vojenských funkcí, ale již po vypuknutí první světové války po zavraždění Františka Ferdinanda v Sarajevu 28. června 1914 jej císař František Josef I. jmenoval vrchním velitelem rakouské armády a udělil mu hodnost polního maršála. Tak se stal Těšín v letech 1914–1916 sídlem hlavního štábu rakousko-uherské armády. Poté, co koncem roku 1916 po smrti Františka Josefa I. (21. listopadu 1916) nový císař Karel I. převzal vrchní velení armády, stal se arcivévoda Bedřich jeho zástupcem, ale v únoru roku 1917 byl z této pozice odvolán.

### Působení mimo armádu
Za své aktivity v oblasti ekonomie získal arcivévoda Bedřich čestné doktoráty na univerzitách ve Vídni, Praze, Brně a ve Lvově. Např. v jeho hutích v Ustroni se poprvé v Evropě začaly vyrábět parní pluhy. Kromě toho byl arcivévoda i mecenášem umění. Zděděné sbírky v galerii Albertina rozšířil o díla Albrechta Dürera, Rembrandta, Holbeina, Fra Bartolomea, Waldmüllera, Moneta, Menzela, Delacroixe. Numismatickou sbírku, které věnoval většinu svého volného času, si vyhradil pro sebe.

### Po rozpadu Rakouska-Uherska
Po skončení první světové války arcivévoda Bedřich pozbyl svých majetků na území:
- Československa: panství Těšín a Frýdek (60 000 čtverečních sáhů, veškerý majetek s průmyslovými podniky); Židlochovice (11 600 čtverečních sáhů, se zámkem a cukrovarem); panství Víglaš (42 300 čtverečních sáhů, dvě pily, zámek s hospodářskými dvory); v Bratislavě palác a dva nájemní domy.
- Polska: panství Těšín se zámkem (50 000 čtverečních sáhů, pivovar, továrna na likéry, pila).
- Jugoslávie; panství Bellye/Bilje (86 000 čtverečních sáhů, továrna na zpracování masa, mlýn, továrna na stroje, cihelny); panství Topolovac u Sisaku (14 000 čtverečních sáhů, průmyslové podniky, cukrovar v Baranyavár/Branjin Vrh.
- Rumunska: panství Hunyad (Hunedoara/Eisenmarkt) a lesy (23 000 čtverečních sáhů).
- Itálie: vila a statek Arco.
- Rakouska: 2 paláce (Augustinerbastei, Hofgartengasse čp. 3) ve Vídni, galerie umění Albertina.

Zůstal mu majetek na území:
- Rakouska: vídeňský činžovní dům (Neulinggasse čp. 42), který v důsledku ochrany nájemců nepřinášel žádný příjem; činžovní dům a dvě stavební parcely (Rechte Bahngasse čp. 30), které následně prodal americké společnosti; zámek Weilburg v Badenu (bez aktivních příjmů); panství Halbthurn/Féltorony v Burgenlandu (část panství Ungarisch-Altenburg/Magyaróvár, která byla oddělena od Maďarska), 15 000 čtverečních sáhů; po svržení proletářské diktatury v Maďarsku musel být tento majetek draze restaurován. V roce 1922 byla arcivévodovi Bedřichovi v Rakousku vyměřena daň z majetku ve výši 530 milionů korun; která tak pohltila jeho zbývající majetek, takže následně nedisponoval v Rakousku žádným movitým majetkem.
- Maďarska: zbylá část panství Ungarisch-Altenburg/Magyaróvár, od r. 1939 Mosonmagyaróvár (17 000 čtverečních sáhů), po svržení proletářské diktatury muselo být uvedeno do původního stavu; panství Sátorhely u Bilje (21 000 čtverečních sáhů), které bylo dvakrát zcela vyplundrováno.

Veškerý zbylý nemovitý majetek byl zatížen hypotékou ve výši 7 milionů CHF. K opravě vyplundrovaných a poničených statků si musel arcivévoda Bedřich vzít půjčku ve výši dvou miliard maďarských korun. Jeho finanční situaci zatěžovaly ještě další závazky z dob Rakouska-Uherska.
Finančně se musel postarat také o 194 penzistů v Rakousku (včetně 58, kteří na něj podali hromadnou žalobu), 53 penzistů v Československu, 24 penzistů v Maďarsku a 7 penzistů ve zbylých národních státech. Kromě toho na něm leželo značné patronátní břemeno. V neposlední řadě musel vydržovat svou rodinu (zcela nebo zčásti): manželku a dvě děti (Albrechta a Gabrielu), ovdovělou dědičnou princeznu zu Salm-Salm, vdanou princeznu Bourbonsko-Parmskou, vdanou princeznu z Hohenlohe-Waldenburg-Schillingfürstu, baronku Alici Waldbott von Bassenheim, dědičnou princeznu Isabelu.
Do Maďarska, kde mu zůstala dvě panství, přesídlil spolu s rodinou v roce 1921. Tam také 30. prosince 1936 poslední těšínský kníže zemřel a byl pochován v rodinné hrobce farního kostela sv. Gottharda v Mosonmagyaróváru.

## Rodina

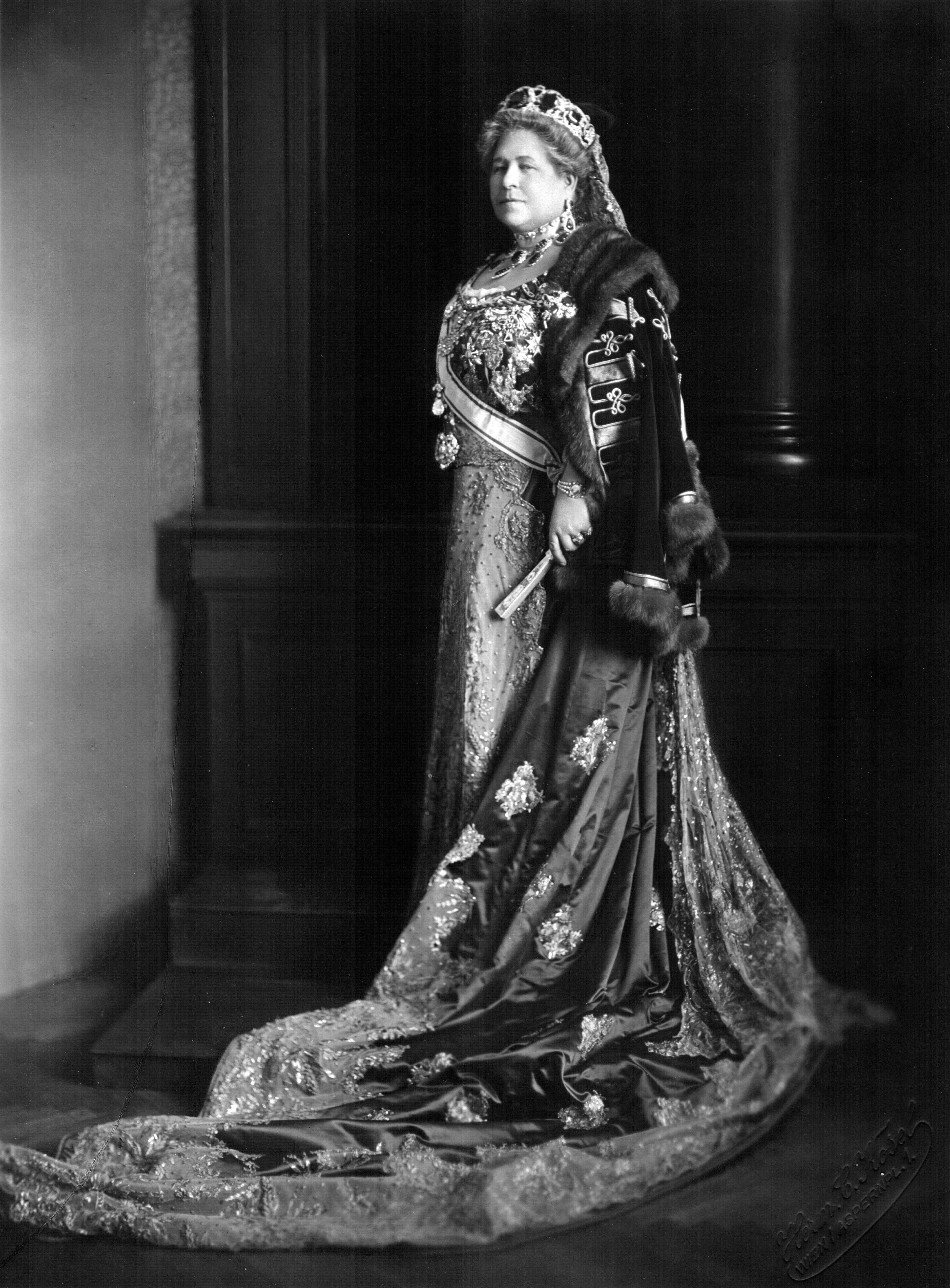
Arcivévodkyně Isabela

Během cesty na Světovou výstavu v Paříži v roce 1878 se seznámil s princeznou Isabelou z Croÿ-Dülmen ze starobylého nizozemského rodu Croÿů. Zasnoubili se v květnu 1878 v Paříži, sňatek se konal 8. října 1878 na zámku Hermitage. Isabela se stala dámou Řádu hvězdového kříže, nositelkou Alžbětina řádu, několik vyznamenání obdržela také od zahraničních panovníků. Arcivévodkyně Isabela svého manžela intelektuálně převyšovala, proslula svou ambiciózní povahou a v plném smyslu byla emancipovanou ženou, ve společnosti ale nebyla příliš oblíbená. Z manželství se narodilo devět dětí:
- Marie Kristýna (17. listopadu 1879 – 6. srpna 1962), ⚭ 1902 Emanuel Alfréd ze Salmu (30. listopadu 1871 – 19. srpna 1916)
- Marie Anna (6. ledna 1882 – 25. února 1940), ⚭ 1903 Eliáš Parmský (23. července 1880 – 27. června 1959), titulární parmský vévoda
- Maria Jindřiška (10. ledna 1883 – 2. září 1956), ⚭ 1908 Gottfried Hohenlohe-Schillingsfürst (8. listopadu 1867 – 7. listopadu 1932), rakousko-uherský velvyslanec v Německu
- Natálie (12. ledna 1884 – 23. března 1898)
- Štefanie (1. května 1886 – 25. srpna 1890)
- Gabriela (14. září 1887 – 15. listopadu 1954), svobodná, bezdětná
- Isabela (17. listopadu 1888 – 6. prosince 1973), ⚭ 1912 princ Jiří Bavorský (2. dubna 1880 – 31. května 1943)
- Marie Alice (15. ledna 1893 – 1. července 1962), ⚭ 1920 Fridrich Heinrich Waldbott, baron von Bassenheim (17. září 1889 – 16. prosince 1959)
- Albrecht (24. července 1897 – 23. července 1955), rakouský arcivévoda, titulární těšínský vévoda
⚭ 1930 Irene Dora Lelbach (1897–1985), rozvod 1937
⚭ 1938 Katalin Bocskay de Felsö-Bánya (1909–2000), rozvod 1951
⚭ 1951 Lydia Strauss-Dorner (1930–1998)

## Řády a vyznamenání

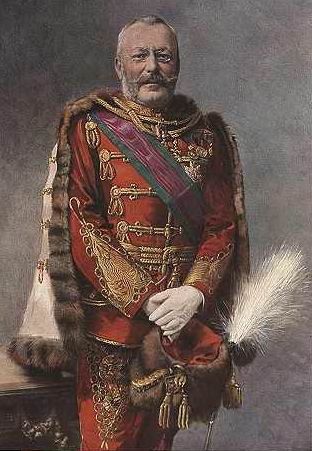
Arcivévoda Bedřich jako polní maršál a vrchní velitel rakousko-uherské armády (1914)

Jako člen vládnoucí dynastie obdržel již v šestnácti letech prestižní Řád zlatého rouna, během vojenské služby získal řadu dalších ocenění včetně velkokříže Řádu Marie Terezie. Vzhledem ke svému dlouholetému působení v nejvyšším velení rakousko-uherské armády byl také nositelem řady zahraničních vyznamenání.

### Rakousko-Uhersko
- Řád zlatého rouna (1873)
- Vojenský záslužný kříž (1892)
- velkokříž Královského uherského řádu svatého Štěpána (1893)
- Jubilejní pamětní medaile (1898)
- Vojenská záslužná medaile (1899)
- Vojenský jubilejní kříž (1908)
- Vojenský záslužný kříž  I. třídy  s válečnou dekorací (1914)
- Vyznamenání za zásluhy o Červený kříž s válečnou dekorací (1914)
- velkokříž Řádu Marie Terezie (1916)

### Zahraničí
- velkokříž Řádu württemberské koruny (Württembersko) 1873
- velkokříž Řádu Karla III. (Španělsko) 1875
- velkokříž Řádu svatého Ondřeje (Rusko) 1877
- velkokříž Řádu čestné legie (Francie) 1878
- velkokříž Řádu Leopoldova (Belgie) 1881
- velkokříž Vévodského sasko-ernestinského domácího řádu (Sasko) 1882
- Řád svatého Huberta (Bavorsko) 1889
- velkokříž Řádu svatého Josefa (Toskánsko) 1891
- rytíř Řádu slona (Dánsko) 1892
- Řád nizozemského lva (Nizozemsko) 1892
- Řád černé orlice (Německo) 1896
- Řád červené orlice I. třídy (Německo) 1896
- Konstantinův řád svatého Jiří (Itálie) 1903
- velkokříž Řádu lázně (Spojené království) 1904
- Řád Serafínů (Švédsko) 1908
- velkokříž Domácího řádu vendické koruny (Meklenbursko) 1911
- Železný kříž II. třídy (Německo) 1914
- Železný kříž I. třídy (Německo) 1914
- Vojenský řád sv. Jindřicha (Sasko) 1915
- Pour le Mérite (Německo) 1915
- velkokříž Vojenského řádu Maxe Josefa (Bavorsko) 1915
- Řád Fridricha Ludvíka I. a II. třídy (Oldenbursko) 1916

## Vývod z předků
|                           |                                              |  |                               |                                    |  |  |  |  |  |  |  | František I. Štěpán Lotrinský |
|                           |                                              |  |                               |                                    |  |  |  |  |  |  |  |                               |
|                           | Leopold II.                                  |  |                               |                                    |  |  |  |  |  |  |  |                               |
|                           |                                              |  |                               |                                    |  |  |  |  |  |  |  |                               |
|                           |                                              |  |                               | Marie Terezie                      |  |  |  |  |  |  |  |                               |
|                           |                                              |  |                               |                                    |  |  |  |  |  |  |  |                               |
|                           | Karel Ludvík Rakousko-Těšínský               |  |                               |                                    |  |  |  |  |  |  |  |                               |
|                           |                                              |  |                               |                                    |  |  |  |  |  |  |  |                               |
|                           |                                              |  |                               | Karel III. Španělský               |  |  |  |  |  |  |  |                               |
|                           |                                              |  |                               |                                    |  |  |  |  |  |  |  |                               |
|                           | Marie Ludovika Španělská                     |  |                               |                                    |  |  |  |  |  |  |  |                               |
|                           |                                              |  |                               |                                    |  |  |  |  |  |  |  |                               |
|                           |                                              |  |                               | Marie Amálie Saská                 |  |  |  |  |  |  |  |                               |
|                           |                                              |  |                               |                                    |  |  |  |  |  |  |  |                               |
|                           | Karel Ferdinand Rakousko-Těšínský            |  |                               |                                    |  |  |  |  |  |  |  |                               |
|                           |                                              |  |                               |                                    |  |  |  |  |  |  |  |                               |
|                           |                                              |  |                               | Karel Kristián Nasavsko-Weilburský |  |  |  |  |  |  |  |                               |
|                           |                                              |  |                               |                                    |  |  |  |  |  |  |  |                               |
|                           | Fridrich Vilém Nasavsko-Weilburský           |  |                               |                                    |  |  |  |  |  |  |  |                               |
|                           |                                              |  |                               |                                    |  |  |  |  |  |  |  |                               |
|                           |                                              |  |                               | Karolína Oranžsko-Nasavská         |  |  |  |  |  |  |  |                               |
|                           |                                              |  |                               |                                    |  |  |  |  |  |  |  |                               |
|                           | Jindřiška Nasavsko-Weilburská                |  |                               |                                    |  |  |  |  |  |  |  |                               |
|                           |                                              |  |                               |                                    |  |  |  |  |  |  |  |                               |
|                           |                                              |  |                               | Vilém Jiří z Kirchbergu            |  |  |  |  |  |  |  |                               |
|                           |                                              |  |                               |                                    |  |  |  |  |  |  |  |                               |
|                           | Luisa Isabela z Kirchbergu                   |  |                               |                                    |  |  |  |  |  |  |  |                               |
|                           |                                              |  |                               |                                    |  |  |  |  |  |  |  |                               |
|                           |                                              |  |                               | Isabela Augusta Reuss Greiz        |  |  |  |  |  |  |  |                               |
|                           |                                              |  |                               |                                    |  |  |  |  |  |  |  |                               |
| Bedřich Rakousko-Těšínský |                                              |  |                               |                                    |  |  |  |  |  |  |  |                               |
|                           |                                              |  |                               |                                    |  |  |  |  |  |  |  |                               |
|                           |                                              |  | František I. Štěpán Lotrinský |                                    |  |  |  |  |  |  |  |                               |
|                           |                                              |  |                               |                                    |  |  |  |  |  |  |  |                               |
|                           | Leopold II.                                  |  |                               |                                    |  |  |  |  |  |  |  |                               |
|                           |                                              |  |                               |                                    |  |  |  |  |  |  |  |                               |
|                           |                                              |  |                               | Marie Terezie                      |  |  |  |  |  |  |  |                               |
|                           |                                              |  |                               |                                    |  |  |  |  |  |  |  |                               |
|                           | Josef Habsbursko-Lotrinský                   |  |                               |                                    |  |  |  |  |  |  |  |                               |
|                           |                                              |  |                               |                                    |  |  |  |  |  |  |  |                               |
|                           |                                              |  |                               | Karel III. Španělský               |  |  |  |  |  |  |  |                               |
|                           |                                              |  |                               |                                    |  |  |  |  |  |  |  |                               |
|                           | Marie Ludovika Španělská                     |  |                               |                                    |  |  |  |  |  |  |  |                               |
|                           |                                              |  |                               |                                    |  |  |  |  |  |  |  |                               |
|                           |                                              |  |                               | Marie Amálie Saská                 |  |  |  |  |  |  |  |                               |
|                           |                                              |  |                               |                                    |  |  |  |  |  |  |  |                               |
|                           | Alžběta Františka Marie Habsbursko-Lotrinská |  |                               |                                    |  |  |  |  |  |  |  |                               |
|                           |                                              |  |                               |                                    |  |  |  |  |  |  |  |                               |
|                           |                                              |  |                               | Fridrich II. Evžen Württemberský   |  |  |  |  |  |  |  |                               |
|                           |                                              |  |                               |                                    |  |  |  |  |  |  |  |                               |
|                           | Ludvík Württemberský                         |  |                               |                                    |  |  |  |  |  |  |  |                               |
|                           |                                              |  |                               |                                    |  |  |  |  |  |  |  |                               |
|                           |                                              |  |                               | Bedřiška Braniborsko-Schwedtská    |  |  |  |  |  |  |  |                               |
|                           |                                              |  |                               |                                    |  |  |  |  |  |  |  |                               |
|                           | Marie Dorotea Württemberská                  |  |                               |                                    |  |  |  |  |  |  |  |                               |
|                           |                                              |  |                               |                                    |  |  |  |  |  |  |  |                               |
|                           |                                              |  |                               | Karel Kristián Nasavsko-Weilburský |  |  |  |  |  |  |  |                               |
|                           |                                              |  |                               |                                    |  |  |  |  |  |  |  |                               |
|                           | Henrietta Nasavsko-Weilburská                |  |                               |                                    |  |  |  |  |  |  |  |                               |
|                           |                                              |  |                               |                                    |  |  |  |  |  |  |  |                               |
|                           |                                              |  |                               | Karolína Oranžsko-Nasavská         |  |  |  |  |  |  |  |                               |
|                           |                                              |  |                               |                                    |  |  |  |  |  |  |  |                               |